# Stadion ŠRC Sesvete
ŠRC Sesvete je stadion koji se nalazi u zagrebačkoj gradskoj četvrti Sesvetama. Na njemu svoje domaće utakmice igra NK Croatia Sesvete. Kapaciteta je 1800 sjedećih mjesta. U sezoni 2008./09. NK Croatia Sesvete je ušla u 1. HNL, ali kako stadion nije zadovoljavao kriterije HNS-a, klub je morao igrati u Velikoj (na stadionu ŠRC Kamen-Ingrad), a kasnije na Stadionu Kranjčevićeva u Zagrebu.

## Planovi
U planu je nadogradnja postojećih te izgradnja novih, natkrivenih tribina. Postavljanje rasvjete, gradnja svlačionice, prostorije za suce i doping-kontrole također su važniji planovi za ovaj stadion. Kada bi se ti radovi dovršili, stadion ŠRC Sesvete primao bi oko 10.000 gledatelja, a 5000 mjesta bilo bi natkriveno.